# ОЛКАР (футбольний клуб)
ОЛКАР (O.L.KAR) — аматорський футбольний клуб з міста Шаргорода Шаргородського району Вінницької області. Виступав у чемпіонаті ААФУ 2007 року. Зайняв 3-тє місце у групі А фінального етапу.

## Дивись також
- Список футбольних команд України